# Ertha Pascal-Trouillot
Ertha Pascal Trouillot (Pétionville, 13 de agosto de 1943) foi presidente do Haiti.